# South Sudan Defence Forces

Die South Sudan Defence Forces (SSDF) war eine Miliz im Südsudan während des Zweiten Sudanesischen Bürgerkriegs (1983–2005) in einer komplizierten Allianz mit der Regierung des Sudan.
Die SSDF war für die Sicherheit der Garnisonen der Sudan Armed Forces (SAF) und der Ölfelder im Norden des Südsudan eingeteilt und erhielt im Gegenzug Waffen und Munition, obwohl die politischen Führer der SSDF zutiefst argwöhnisch gegenüber der Regierung in Khartum blieben.
Das Naivasha-Abkommen (Friedensvertrag, Comprehensive Peace Agreement) vom 9. Januar 2005 beendete die Feindseligkeiten zwischen den Truppen der Sudan People’s Liberation Army (SPLA) und der Regierung. Ein Jahr später gab die Juba Declaration (8. Januar 2006) die Grundlage, dass die Soldaten der SSDF in die SPLA aufgenommen werden konnten.
Der Stabschef der SSDF, Major General Paulino Matip Nhial unterzeichnete die Deklaration und wurde sofort zum Deputy Commander in Chief (Stellvertretenden Oberkommandanten) der SPLA befördert.